# 리투아니아 소비에트 사회주의 공화국의 국장

리투아니아 소비에트 사회주의 공화국의 국장

리투아니아 소비에트 사회주의 공화국의 국장은 1940년에 제정되어 1990년까지 사용되었다.
국장 가운데에는 떠오르는 금색 태양의 햇살 바탕에 노란색 낫과 망치가 그려져 있다. 태양 위에는 빨간색 별이 그려져 있으며, 국장 양쪽에는 참나무 가지와 밀 이삭이 장식되어 있다.
국장 아래쪽에 그려져 있는 빨간색 리본이 참나무 가지와 밀 이삭을 묶고 있으며, 리본 가운데에는 리투아니아 소비에트 사회주의 공화국의 리투아니아어 약칭인 "LTSR"이 쓰여져 있다.
리본 양쪽에는 소련의 나라 표어인 "만국의 노동자여, 단결하라!"라는 문구가 쓰여져 있는데, 왼쪽에는 리투아니아어("Visų šalių proletarai, vienykitės!")로, 오른쪽에는 러시아어("Пролетарии всех стран, соединяйтесь!")로 쓰여져 있다.

## 같이 보기
- 소련의 국장
- 리투아니아의 국장